# لي إبرامز
لي إبرامز (بالإنجليزية: Lee Abrams)‏ هو مدير أمريكي، ولد في 1952 في شيكاغو في الولايات المتحدة.

## وصلات خارجية
- لي إبرامز على موقع ميوزك برينز (الإنجليزية)